# 津门湖街道
津门湖街道，是中华人民共和国天津市西青区下辖的一个乡镇级行政单位。于2020年12月设立。

## 行政区划
津门湖街道下辖以下地区：
金奥国际社区、津滨时代社区、海逸长洲社区、富力津门湖第一社区、富力津门湖第二社区、富力津门湖第三社区和纪庄子社区。